# ناتالیا ژدیک
ناتالیا ژدیک (انگلیسی: Natalya Zhedik؛ زادهٔ ۱۱ ژوئیهٔ ۱۹۸۸) بازیکن بسکتبال اهل روسیه است که در پُست شوتینگ گارد/اسمال فوروارد بازی می‌کند. او سابقه حضور در تیم ملی بسکتبال زنان روسیه را دارد و در رقابت‌های بین‌المللی، از جمله المپیک و یوروبسکت، نماینده کشورش بوده است. ژدیک همچنین در لیگ برتر بسکتبال زنان روسیه برای تیم‌هایی مانند اوم‌سی‌کی یکاترینبورگ بازی کرده و به دلیل دقت در شوت‌زنی، مهارت‌های دفاعی و تجربه بالای بازی در سطح حرفه‌ای شناخته می‌شود.